# Lemminkäinen
Lemminkäinen ist eine Figur aus der finnischen Mythologie und einer der Helden im finnischen Nationalepos Kalevala.

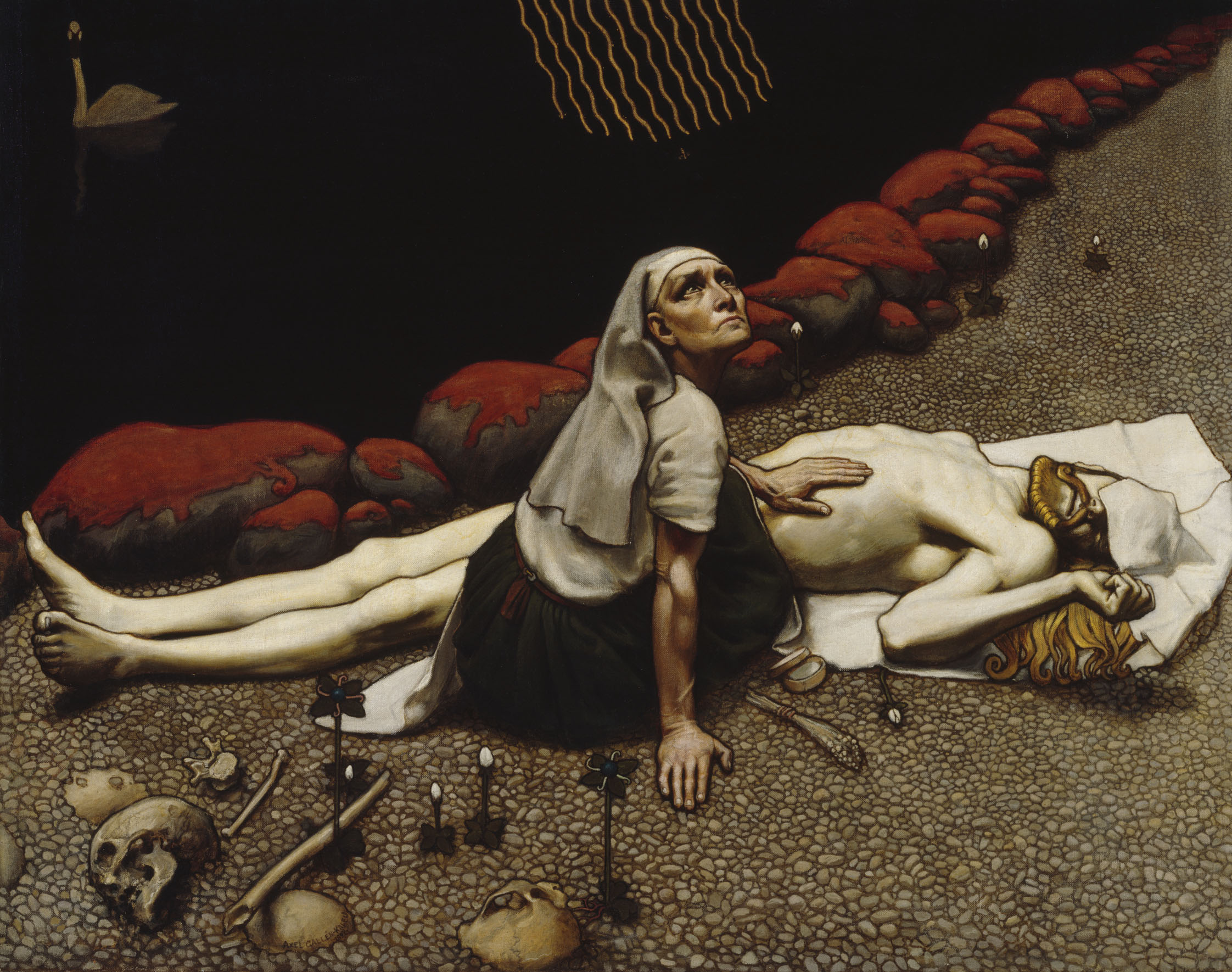
Akseli Gallen-Kallela: Die Mutter von Lemminkäinen (Lemminkäinen wird von seiner Mutter wieder zum Leben erweckt), 1897, Tempera auf Leinwand, 85 × 118 cm, Ateneum, Sammlung Antell, Helsinki.

Lemminkäinen bat Louhi, die Herrin des Nordlandes, um ihre Tochter. Er sollte sich als würdig erweisen und bekam die Aufgaben, den Elch von Hiisi zu erlegen, den feuermäuligen Hengst von Hiisi aufzuzäumen und den Schwan auf dem Fluss der Unterwelt Tuonela zu erschießen. Die ersten beiden Aufgaben bewältigte Lemminkäinen, scheiterte allerdings bei der letzten, da ein Hirte, dem er zuvor einmal begegnet war und den er beleidigt hatte, am Fluss wartete, um Rache zu üben. Seit ihrer ersten Begegnung hatte er bereits am Fluss gewartet und tötete nun Lemminkäinen, zerstückelte ihn und warf ihn in den Fluss. Lemminkäinens Mutter ließ sich von Ilmarinen eine Harke schmieden und durchsiebte den Fluss, um die Gliedmaßen ihres Sohnes zu finden. Sie fügte sie zusammen und erweckte ihn wieder zum Leben (vgl. Isis).
Zusammen mit Väinämöinen und Ilmarinen raubte er den Sampo (die „Zaubermühle“) von Louhi. Doch Louhi verfolgte ihr Schiff, und im Kampf wurde der Sampo zerstört.
Teile des Lemminkäinen-Mythos verarbeitete der finnische Komponist Jean Sibelius in seiner Lemminkäinen-Suite sowie die finnische Metal-Band Amorphis auf dem Album Silent Waters aus dem Jahr 2007.